# Мишић узенгије
Мишић узенгије (лат. musculus stapedius) је парни мишић главе и најмањи попречно-пругасти мишић у организму човека. Налази се у средњем уху, у шупљини пирамидалног исупчења мастоидног зида бубне дупље. Од њега полази танка тетива, која се пружа унапред и припаја на слушној кошчици узенгији.
У инервацији мишића узенгије учествује истоимени живац, који представља бочну грану фацијалног живца. Основна функција му је повлачење главе узенгије уназад и упоље, чиме се смањује притисак у унутрашњем уху. Осим тога, он стабилизује поменуту слушну кошчицу и ограничава њене покрете, чиме се контролише амплитуда звучних таласа, који се преко кошчица и бубне опне преносе из спољашњег ушног канала у унутрашње ухо.
Парализа мишића омогућава шире покрете узенгије, што изазива повећану осетљивост слушних кошчица на звучне осцилације. Због тога се звук нормалне јачине доживљава као веома гласан.